# Paralizator

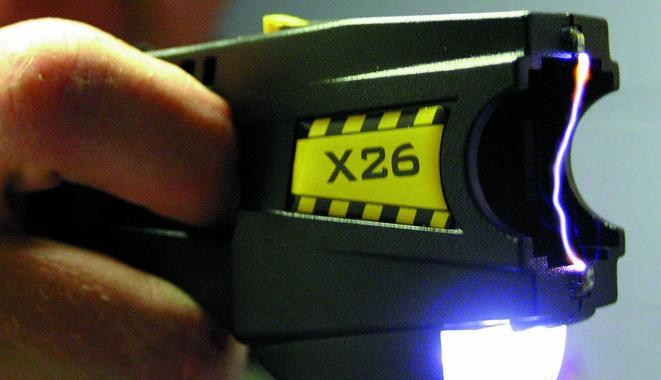
Paralizator

Paralizator – broń elektryczna, która z założenia nie ma zabić przeciwnika. Wytwarza napięcie elektryczne rzędu 20 000 – 2 000 000 V, jednak o bardzo małym natężeniu, nie powodującym trwałego uszczerbku na zdrowiu. Poraża układ nerwowy napastnika, czyniąc go niezdolnym do dalszej walki. Wyróżniane są paralizatory tradycyjne (wymagające bezpośredniego kontaktu z ciałem przeciwnika), jak i te wystrzeliwujące elektrody (o zasięgu ok. 5 m) – np. taser. Skuteczność paralizatora uzależniona jest od warstw odzieży, które ma na sobie napastnik, oraz tkanki tłuszczowej.
Ustawa o broni i amunicji w art. 9 wymaga uzyskania pozwolenia na posiadanie przedmiotów przeznaczonych do obezwładniania osób za pomocą energii elektrycznej. Art. 11 przewiduje wyjątek zwolnienia od obowiązku pozwolenia, gdy średnia wartość prądu w obwodzie nie przekracza 10 miliamperów.